# تيري موريس
تيري موريس (بالإنجليزية: Terry Morris)‏ هو فنان ومصور بريطاني، ولد في 6 سبتمبر 1965 في لنلي ‏ في المملكة المتحدة.